# Britansko-urugvajski odnosi
|         |                        |
| Urugvaj | Ujedinjeno Kraljevstvo |

Britansko-urugvajski odnosi odnose se na bilatelarne odnose Ujedinjenog Kraljevstva i Urugvaja. Ujedinjeno Kraljevstvo ima veleposlanstvo u Montevideu. Urugvaj ima svoje veleposlanstvo u Londonu.
Odmah nakon stjecanja neovisnosti Ujedinjeno Kraljevstvo je sklopilo diplomatske odnose s Urugvajom 1825. godine. Mirovnim sporazumom iz Montevidea koji je potpisan uz britansko posredovanje 27. kolovoza 1828., Brazil i Argentina priznali su neovisnost Urugvaja.
Ujedinjeno Kraljevstvo je sve do završetka Drugog svjetskog rata igrala važnu ulogu u politici Urugvaja. Nakon rata tu ulogu je preuzeo SAD.

## Vanjske poveznice
- Britanski strani ured Commonwealtha o odnosima s Urugvajom (engl.)
- Britansko veleposlanstvo u Montevideu (engl.)
- Britansko vijeće u Urugvaju (engl.)